# た
た або タ (/ta/; МФА: [ta] • [tä]; укр. та) — склад в японській мові, один зі знаків японської силабічної абетки кана. Становить 1 мору. Розміщується у комірці 1-го рядка 4-го стовпчика таблиці ґодзюон.
Має похідні дзвінкі звуки — だ або ダ (/da/; МФА: [da] • [dä]; укр. да).

## Короткі відомості

### Опис
Фонема сучасної японської мови. Складається з одного ясенного приголосного звука та одного неогубленого голосного середнього ряду низького піднесення /а/ (あ). Приголосні бувають різними залежно від типу.
| Глухий ясенний проривний:   |  | /t/ → | た | [ta] | (основний звук) |
| Дзвінкий ясенний проривний: |  | /d/ → | だ | [da] | (похідний звук) |

### Порядок
Місце у системах порядку запису кани:
- Порядок ґодзюону: 16.
- Порядок іроха: 16. Між よ і れ.

### Абетки
- Хіраґана: た

Походить від скорописного написання ієрогліфа 太 (тай, великий).
- Катакана: タ

Походить від скорописного написання верхньої складової ієрогліфа 多 (та, багато).
- Манйоґана: 太 • 多 • 他 • 丹 • 駄 • 田 • 手 • 立

### Транслітерації

#### た
- Кирилиця:
Система Поліванова: ТА (та).
Альтернативні системи: ТА (та).
- Латинка
Система Хепберна: TA (ta).
Японська система: TA (ta).
JIS X 4063: ta
Айнська система: TA (ta).

#### だ
- Кирилиця:
Система Поліванова: ДА (да).
Альтернативні системи: ДА (да)
- Латинка
Система Хепберна: DA (da).
Японська система: DA (da).
JIS X 4063: da
Айнська система: DA (da).

### Інші системи передачі
- Шрифт Брайля:
| ●－ －● ●－ |
- Радіоабетка: ТАбако но ТА (煙草のタ; «та» тютюну)
- Абетка Морзе: －・